# Gabriela Brimmer
Gabriela Raquel Brimmer Dlugacz (* 12. September 1947 in Mexico-Stadt; † 3. Januar 2000 in Mexico-Stadt), bekannt als Gaby Brimmer oder Gabriele Brimmer, war eine mexikanische Aktivistin für Behindertenrechte, Schriftstellerin und Gründerin der „Asociación por los Derechos de las Personas con Alteraciones Motoras“ (kurz ADEPAM, deutsch: Vereinigung für die Rechte von Personen mit motorischen Behinderungen). Sie war mit ihrer Autobiografie Gaby Brimmer: An Autobiography in Three Voices die Wegbereiterin der mexikanischen Behindertenbewegung. Im Jahr 1995 erhielt sie die staatliche Verdienstmedaille, und im Jahr 2000, nach ihrem Tod, stiftete der damalige Präsident Mexikos, Ernesto Zedillo, den nach ihm benannten Nationalen Rehabilitationspreis in Anerkennung ihres Einsatzes für Menschen mit Behinderungen.

## Biografie

### Geburt und Kindheit
Gabriela Brimmer war die Tochter von Miguel und Sari Brimmer, einem wohlhabenden österreichisch-jüdischen Ehepaar, die aufgrund der Judenverfolgung nach dem Anschluss Österreichs an das Deutsche Reich zunächst in Chile Zuflucht gesucht hatten. Dort verbrachten sie sieben Jahre auf einem Bauernhof, ehe sie 1945 vor der Geburt des ersten Kindes David Brimmer nach Mexico-Stadt zogen. Gabriela wurde im September 1947 mit einer schweren infantilen Zerebralparese pränatalen Ursprungs geboren, die es ihr unmöglich machte, sich zu artikulieren oder zu bewegen, außer mit dem linken Fuß. Ihre Mutter Sari Brimmer konnte die Behinderung ihrer Tochter schwer verkraften, was sich später auch auf die Erziehung auswirkte.
Florencia Sánchez Morales, eine indigene Frau, die sich um sie kümmerte, war von ihrem fünften Lebensjahr bis zu ihrem Tod ihre Stütze und erkannte bald ihre kommunikativen Möglichkeiten. Mit ihr entwickelte Brimmer eine enge Freundschaft, die die kaputte Beziehung zu ihrer Mutter zum Teil ersetzte. Mit dem einzigen Glied ihres Körpers, das auf sie reagierte, ihrem linken Fuß, der immer barfuß war, lernte sie die Buchstaben des Alphabets auf einer Schreibtafel am Fußende ihres Rollstuhls aufzuzeigen und so Wörter zu bilden. Auf diese Weise war sie in der Lage, mit anderen zu kommunizieren.
Ihre Mutter schickte sie im Kindesalter in die USA um sich zahlreichen Untersuchungen zu unterziehen, die feststellten, dass es sich um keine geistige Behinderung handelte. Kurz darauf wurde Brimmer in eine internatsähnliche Sonderschule für behinderte Kinder in der Nähe von San Francisco geschickt. Die Freizeit verbrachte sie oft bei ihrer Tante die in den Vereinigten Staaten wohnte. Ihre Mutter wurde auf das Kennedy Krieger Institut für Zerebralparese in Baltimore aufmerksam und schickte sie anschließend dorthin. Brimmers Erfahrungen in Baltimore waren äußerst negativ, was sie deutlich in ihrem späteren Kampf für Rechte für Behinderte beeinflusste. Auf ihre Bedürfnisse und Wünsche wurde nicht eingegangen und sie fühlte sich dort einsam. Ihre therapeutischen Fortschritte hingegen waren äußerst rasant und so lernte sie in kurzer Zeit einige Laute zu produzieren und Schritte mit einer Gehhilfe zu gehen. Unter den schlechten Lebensbedingungen in der Institution leidend holte sie ihre Familie im Alter von sieben Jahren zurück nach Mexico-Stadt.
Zurück in Mexico wurde sie 1955 in einem speziellen Lernprogramm eines englischen Krankenhauses aufgenommen. Ziel war es, ihr das Schreiben mit dem linken Fuß beizubringen. In ihrer 1979 veröffentlichten Autobiografie schrieb sie: „Eine junge Frau legte eine Schreibmaschine vor meinen Rollstuhl auf den Boden, stellte meinen linken Fuß auf die Tastatur und machte die Schreibmaschine an. Ich hörte das Brummen und sie sagte zu mir auf Englisch: ,Und jetzt werden wir lernen, zu schreiben‘“. Sie lernte schnell und das Schreiben gab ihr zum ersten Mal einen Weg zur Selbstbestimmung und ihre Gefühle auszudrücken. Ihre Schreibmaschine taufte sie „Che“, als Anspielung auf den Revolutionär Che Guevara, den sie bewunderte. Im selben Krankenhaus half ihr die Lehrerin Margarita Aguilar sich weiter der Welt der Literatur zu nähern.

### Brimmers Bildungslaufbahn
Zur Einschulung kam Brimmer in das „Centro de Rehabilitación en Calle Mariano Escobedo“, eine Sonderschule für behinderte Kinder in Mexiko-Stadt. Dort machte sie erneut negative Erfahrungen. Viele Mitschüler und Lehrer nahmen ihre schulischen Leistungen nicht ernst, da sie (fälschlicherweise) annahmen ihre Pflegerin Morales würde diese für sie erledigen. Sie hatte ähnliche Erlebnisse wie zuvor im Institut in Baltimore.

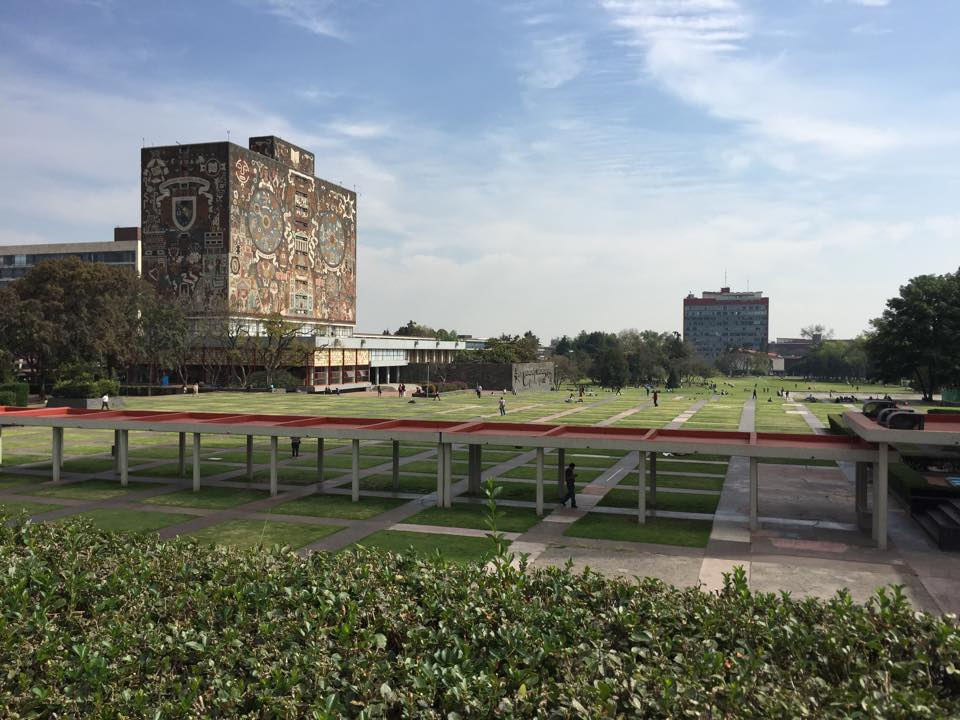
Der Campus der UNAM, hier studierte Brimmer jeweils drei Semester Soziologie und Journalismus

Nach ihrem erfolgreichen Grundschulabschluss forderte Brimmer ihre Eltern auf, sie für eine weiterführende allgemeine Schule anzumelden. Da für behinderte Kinder in Mexiko die schulische Laufbahn nach der Grundschule als beendet gilt, war dies nicht selbstverständlich. Brimmer beharrte jedoch auf ihr Recht auf inklusive Bildung (Jahrzehnte vor der Verabschiedung der UN-Behindertenrechtskonvention), und so kam es, dass sie 1964 nach einer Aufnahmeprüfung auf die Mittelschule „Secundaria No. 68“ in Tlacopac aufgenommen wurde. Dort hatte sie keine Probleme mit dem Schulstoff, allerdings tat sie sich schwer Freunde zu finden. Ihr Interesse an der Literatur vertiefte sich während ihrer Ausbildung an der Secundaria No. 68, wo sie ihr Spanischlehrer, der Dichter Jorge Aguilar Mora, dazu brachte mehr Gedichte zu lesen. Während dieser Zeit wurde auch ihr politisches Denken am meisten gestärkt, vor allem durch ihren Vater, der überzeugter Marxist war, sowie durch Luis del Toro, einem freiwilligen Helfer, den sie bei einem Unfall kennenlernte. Brimmer und del Toro wurden Freunde, dieser besuchte sie oft und führte mit ihr politische Diskussionen. Des Weiteren las sie viele gesellschaftskritische und philosophische Bücher und nahm an zionistisch-sozialistischen Zeltlagern teil. 1967 starb ihr Vater Miguel Brimmer an einem Herzinfarkt, was für sie schwer zu verkraften war, da sie eine gute Beziehung mit ihm pflegte.
Im Frühsommer von 1968 bahnte sich eine mexikanische Studentenbewegung an, die Brimmer und del Toro aktiv verfolgten und unterstützten. Innerhalb kürzester Zeit gewann die Bewegung immer mehr Anhänger und entwickelte sich zu einer zivilgesellschaftlichen Massenbewegung. Die Repressionen und Menschenrechtsverletzungen, die von dem damaligen Präsidenten Gustavo Díaz Ordaz gebilligt wurden, trafen auf großen Widerstand der sich immer mehr gegen das politische und wirtschaftliche System und die Polizeigewalt im Land richtete. Die damals 21-jährige Brimmer wollte sich engagieren und besuchte einige Treffen der Bewegung an der Nationalen Autonomen Universität von Mexiko (UNAM). Außerdem beteiligte sie sich am 13. September 1968 am „Great Silence March“ („Großer Marsch des Schweigens“), um ein Zeichen gegen Polizeigewalt zu setzen. Der Druck auf die Politik stieg im Angesicht der bevorstehenden Olympischen Spiele im Oktober und die staatliche Gewaltausübung auf friedliche Demonstrationen verschlimmerte sich. Am 18. September stürmte das mexikanische Militär den Campus der UNAM und am 2. Oktober kam es zum Massaker von Tlatelolco. Im Zuge der Proteste wurde auch Brimmers Freund Luis del Toro verhaftet, den sie später im Lecumberri-Gefängnis besuchte. Einige ihrer Gedichte handeln von den Geschehnissen aus 1968, die sie damit versuchte zu verarbeiten.
Nach ihrem erfolgreichen Mittelschulabschluss bemühte sich Brimmer um den Zugang zu standardisierten Studiengängen, einschließlich der Hochschulbildung. 1971 schrieb sie sich an der Nationalen Autonomen Universität von Mexiko für Soziologie ein, wo sie drei Semester lang studierte, ihr Studium aber aufgrund einer Entscheidung ihrer Mutter abbrechen musste. Sari Brimmer wollte mit ihrer Tochter und der Pflegerin Morales in ein jüdisches Altenheim in Cuernavaca ziehen. Gabriela beharrte jedoch auf ihren Hochschulabschluss und fuhr 1974 mit Morales eigenmächtig nach Mexiko-Stadt zurück. Im selben Jahr kehrte sie an die Universität zurück um sich für Journalismus einzuschreiben. Aufgrund architektonischer und persönlicher Einschränkungen an der UNAM konnte sie jedoch wieder nur drei Semester lang studieren. Ihre Betreuerin Morales begleitete sie während ihrer Bildungslaufbahn stets. Sie trug sie, holte sie aus dem Auto, setzte sie in den Rollstuhl und besuchte mit ihr den Unterricht. Molares lernte dafür das Autofahren, damit sie Brimmer hin- und herbringen kann. Auch während ihrer Studienzeit stoß Brimmer immer wieder auf Diskriminierungen. Mitunter gab es auf der Universität einen Professor, der sie nicht an einer Vorlesung teilnehmen lassen wollte. Für solche Fälle hatte Brimmer „Erklärungsbriefe“ vorgefertigt, die sie bei Bedarf aushändigte. Darin erklärte sie ihre Arbeitsweise:

“Liebe_r Professor_in,
(…) ich bin Gabriela Brimmer, ich bin zwar so geboren, aber ich möchte schon seit meiner Kindheit studieren. Ich bin eine immatrikulierte Studentin und wie sie wissen, zweifeln einige Leute an meinen Fähigkeiten. Die Person bei mir hilft mir, um Notizen zu machen, den Rest mache ich alleine. (…) Zu Hause schreibe ich mit einer elektrischen Schreibmaschine mit dem großen Zeh meines linken Fußes. Ich nutze meinen großen Zeh aber auch, um auf Buchstaben auf meiner ABC-Tafel zu zeigen. Entschuldigen sie bitte, falls ich zu viel geschrieben habe, ich wollte jedoch erklären, wie ich arbeite.
Mit freundlichen Grüßen”

### Arbeit als Schriftstellerin und Aktivistin
Im Alter von dreißig Jahren adoptierte sie ein neugeborenes Mädchen, das sie Alma Florencia nannte und für das sie durch die Unterstützung von Morales sorgen konnte.
Während ihrer Zeit in Cuernavaca lernte Brimmer Arturo Gómez kennen, der ebenfalls infantile Zerebralparese besaß. Gemeinsam wollten sie eine Gruppe organisieren, die für ihre Rechte kämpfte, sich für Arbeitsplätze für Behinderte aussprach und die Öffentlichkeit über ihre Behinderung aufklärte. Trotz aller Ambitionen wurde aus der Gründung der Gruppe nichts, da sich der Gesundheitszustand von Gόmez rapide verschlechterte und er 1974 verstarb (einige Jahre später griff sie die Idee wieder auf und gründete ADEPAM).
1979 wurde ihre Autobiografie Gaby Brimmer, die sie gemeinsam mit der mexikanischen Schriftstellerin Elena Poniatowska geschrieben hatte, veröffentlicht. Das Buch war ein großer Erfolg und es bildete sich eine regelrechte Fangemeinde, die sie für ihre Lebensenergie und ihren Mut bewunderten. 1980 erschien Gaby, un año después, eine Sammlung von ihren Gedichten, und 1982 ein Buch mit ihren Briefwechseln namens Cartas de Gaby. Gaby begann, Vorträge zu halten, an medizinischen Kongressen teilzunehmen, Veranstaltungen in Kulturzentren zu eröffnen, Behindertengruppen zu leiten, Theaterstücke zu sponsern, mögliche Drehbücher für Filme zu planen, und Lesezentren und Literaturwerkstätten einzurichten. 1987 erschien die Verfilmung ihrer Autobiografie unter dem Namen Gaby – Eine wahre Geschichte (Gaby: A True Story). Der Film ist ein biografisches Drama unter der Regie von Luis Mandoki mit Rachel Chagall in der Hauptrolle, welches die Geschichte von Brimmer erzählt. Unter großer Anstrengung hatte Brimmer 92 Seiten des Drehbuchs mit ihrer Schreibmaschine geschrieben. Die Premiere des Films fand in Acapulco statt und kam 1988 in die deutschen Kinos.
Im Jahr 1989 gründete sie die Vereinigung für die Rechte von Menschen mit motorischen Behinderungen (ADEPAM), um Beratung, medizinische und psychologische Dienste anzubieten und die Achtung der Menschenrechte von Menschen mit Behinderungen zu fördern sowie ihre Bildung und Ausbildung durch ein Open Learning System zu erleichtern. Zur selben Zeit engagierte Brimmer sich beim mexikanischen Dachverband „Cofederación Mexicana de Limitados Físicos y Representantes de Deficientes Mentales“ (kurz COMELFIRDEM, deutsch: Mexikanischer Verband der Körperbehinderten und Vertreter der geistig Behinderten), dem nationalen Bündnis für die Belange von behinderten Menschen. Das Ziel war es, politischen Druck für die Rechte von Behinderten auszuüben. Durch die internationale Organisation Disabled Peoples’ International (kurz DPI) konnte Brimmer weltweit Kontakte knüpfen. Anfang 1994 hatte sich, nach der USA, auch in Mexiko eine Behindertenbewegung gebildet. Im Februar 1994 rief Brimmer zur ersten nationalen und von ihr angeführten Demonstration auf. Die Forderung war totale Integration. Etwa ein Jahr später erhielt sie – als erste Frau überhaupt – für ihren Kampf um die Rechte von behinderten Menschen vom Stadtparlament die „Medalla al Mérito Ciudadano“. 1996 wurde sie zur Vizepräsidentin von COMELFIRDEM und drängte die nationale Menschenrechtskommission dazu, die Rechte von behinderten Menschen in den Menschenrechtskatalog aufzunehmen. Des Weiteren hielt sie einen Vortrag bei dem „International Leadership Forum for Women with Disabilities“ und begann sich speziell für Frauen mit Behinderungen einzusetzen. 1998 wurde sie in das lateinamerikanische Komitee für Frauen mit Behinderung von der DPI gewählt.
Brimmer starb am 3. Januar 2000 an einem Herzinfarkt in ihrem Haus in San Ángel im Süden von Mexiko-Stadt. Nach ihrem Tod übernahmen Alma Florencia und Florencia Sánchez Morales die Leitung von ADEPAM.
Im Jahr 2016 wurde ihr zu Ehren das „Gaby Brimmer National Center for Rehabilitation and Educational Integration“ gegründet.

## Werke
- Gaby Brimmer: An Autobiography in Three Voices (eine mit Elena Poniatowska verfasste Autobiographie). Brandeis University Press, Waltham (Massachusetts) 2009, ISBN 978-1-58465-758-3.
- Gaby, un año después. Gedichtesammlung. Editorial Grijalbo, Mexico-Stadt 1980, ISBN 978-968-419-150-1.
- Cartas de Gaby. Sammlung aus Briefwechseln. Editorial Grijalbo, Mexico-Stadt 1982, ISBN 978-968-419-190-7

## Auszeichnungen
- 1995: staatliche Verdienstmedaille „Medalla al Mérito Ciudadano“
- 1996: Ernennung zur Vizepräsidentin von COMELFIRDEM
- 1998: Wahl der mexikanischen Konföderation der der körperlich und/oder geistig Behinderten (COMELFIRDEM) zum Mitglied des Ausschusses für Frauen mit Behinderungen für die Region Lateinamerika (DPI), wobei ihre Fähigkeiten und ihre Kompetenz bei dieser Arbeit berücksichtigt wurden